# Bernadette Meier-Brändle
Pour les articles homonymes, voir Meier et Brändle.
Bernadette Meier-Brändle, née Brändle le 16 janvier 1972 dans le Toggenburg, est une coureuse de fond suisse. Elle a remporté quatre titres nationaux en athlétisme. 
Elle a également écrit des ouvrages ésotériques, sous le pseudonyme de Bernadette von Dreien. 

## Biographie

### Carrière sportive
Le 9 novembre 1997, elle prend le départ de son premier marathon à Tenero qu'elle remporte en 2 h 44 min 24 s. Ce dernier comptant comme championnats suisses de marathon, Bernadette décroche le titre.
Le 16 mai 1999, elle décroche son second titre national en remportant le marathon de Winterthour.
Elle donne naissance à ses deux enfants en 2001 et 2003.
Elle fait ses débuts en course en montagne en 2006. Elle termine notamment septième du marathon de la Jungfrau cette année.
Le 10 juin 2007, elle termine deuxième de la course Sierre-Crans-Montana, première manche du Grand Prix WMRA derrière Martina Strähl. La course comptant également comme championnats suisses de course en montagne, elle y décroche la médaille d'argent,. Elle termine huitième aux championnats d'Europe de course en montagne à Cauterets et remporte la médaille d'or par équipes avec Martina Strähl et Angéline Joly. Le 15 septembre, elle termine septième et meilleure Suissesse au Trophée mondial à Ovronnaz.
Le 9 mars 2008, elle décroche son troisième titre national en devenant championne suisse de cross à Tenero. Au Trophée mondial de course en montagne à Crans-Montana, elle termine huitième. À nouveau en équipe avec Martina Strähl et Angéline Joly, elle décroche la médaille d'argent pour un point derrière l'équipe norvégienne.
Lors des championnats d'Europe de course en montagne à Telfes, elle se classe sixième et obtient la médaille d'argent par équipes avec Martina Strähl et Claudia Helfenberger. Le 19 septembre, elle se classe troisième de la Greifenseelauf derrière les Kényanes Helen Musyoka et Eunice Kioko. La course comptant comme championnats suisses de semi-marathon, elle remporte son quatrième titre national.
Elle remporte encore plusieurs médailles par équipes lors des championnats du monde. Argent en 2010 et bronze en 2012, ainsi que le bronze en 2011 et l'argent en 2013 aux championnats d'Europe.
Elle annonce sa retraite sportive en 2015.

### Carrière dans les médecines alternatives
Elle termine ses études de naturopathie en 2017 et en parallèle de son activité professionnelle, se met à l'écriture de livres. Elle se fait connaître pour sa série de livres ésotériques Christina racontant la vie de sa fille et de ses pouvoirs surnaturels. Elle adopte le pseudonyme de Bernadette von Dreien, qui fait référence à son lieu de résidence depuis plus de 20 ans et pour adopter une certaine neutralité vis-à-vis de sa carrière sportive.
Sa fille Christina reprend l'écriture de la série de livres Christina pour le troisième volume en 2019 sous le pseudonyme Christina von Dreien. Christina est suivi par de nombreuses personnes. Elle participe à des interviews dont certaines avec le théoricien du complot Daniele Ganser.

## Palmarès

### Route/cross
| Année | Compétition                           | Lieu        | Place | Épreuve          | Temps           |
| ----- | ------------------------------------- | ----------- | ----- | ---------------- | --------------- |
| 1997  | Championnats suisses de marathon      | Tenero      | 1re   | Marathon         | 2 h 44 min 24 s |
| 1999  | Championnats suisses de marathon      | Winterthour | 1re   | Marathon         | 2 h 40 min 54 s |
| 1999  | Marathon d'Amsterdam                  | Amsterdam   | 5e    | Marathon         | 2 h 53 min 38 s |
| 2002  | Championnats suisses de marathon      | Lausanne    | 2e    | Marathon         | 2 h 47 min 41 s |
| 2006  | Marathon de Zurich                    | Zurich      | 6e    | Marathon         | 2 h 47 min 57 s |
| 2007  | Sparkasse 3-Länder-Halbmarathon       | Brégence    | 1re   | Semi-marathon    | 1 h 19 min 51 s |
| 2008  | Championnats suisses de cross         | Tenero      | 1re   | Cross-country    | 22 min 1 s      |
| 2008  | Morat-Fribourg                        | Fribourg    | 5e    | Course populaire | 1 h 5 min 50 s  |
| 2009  | Championnats suisses de marathon      | Zurich      | 2e    | Marathon         | 2 h 43 min 34 s |
| 2009  | Championnats suisses de semi-marathon | Uster       | 1re   | Semi-marathon    | 1 h 17 min 7 s  |
| 2009  | Morat-Fribourg                        | Fribourg    | 6e    | Course populaire | 1 h 5 min 13 s  |
| 2011  | Morat-Fribourg                        | Fribourg    | 4e    | Course populaire | 1 h 3 min 41 s  |

### Course en montagne
| no  | féminin            | Course                                      | Longueur | Départ            | Temps           |
| --- | ------------------ | ------------------------------------------- | -------- | ----------------- | --------------- |
| 2e  | Médaille d'argent  | Championnats suisses de course en montagne  | 8,54 km  | 10 juin 2007      | 47 min 25 s     |
| 8e  | 8e                 | Championnats d'Europe de course en montagne | 8,5 km   | 8 juillet 2007    | 55 min 51 s     |
| 7e  | 7e                 | Trophée mondial de course en montagne       | 8,3 km   | 15 septembre 2007 | 42 min 22 s     |
| 6e  | 6e                 | Championnats d'Europe de course en montagne | 8,75 km  | 12 juillet 2008   | 41 min 31 s     |
| 8e  | 8e                 | Trophée mondial de course en montagne       | 8,4 km   | 14 septembre 2008 | 47 min 0 s      |
| 44e | Médaille d'argent  | Championnats suisses de course en montagne  | 10,6 km  | 20 juin 2009      | 1 h 13 min 10 s |
| 6e  | 6e                 | Championnats d'Europe de course en montagne | 9,4 km   | 12 juillet 2009   | 57 min 36 s     |
| 10e | 10e                | Championnats du monde de course en montagne | 8,5 km   | 5 septembre 2010  | 52 min 57 s     |
| 1re | Médaille d'or      | Montée du Grand Ballon                      | 9 km     | 2 juin 2011       | 48 min 53 s     |
| 20e | Médaille d'argent  | Kilomètre vertical Chiavenna-Lagùnc         | 3,3 km   | 17 juillet 2011   | 39 min 37 s     |
| 35e | Médaille de bronze | Championnats suisses de course en montagne  | 13 km    | 14 août 2011      | 1 h 1 min 7 s   |
| 43e | Médaille de bronze | Kilomètre vertical Chiavenna-Lagùnc         | 3,3 km   | 15 juillet 2012   | 40 min 53 s     |
| 8e  | 8e                 | Championnats d'Europe de course en montagne | 8,8 km   | 6 juillet 2013    | 56 min 12 s     |

## Records
| Épreuve       | Performance     | Date              | Lieu        |
| ------------- | --------------- | ----------------- | ----------- |
| 1 500 mètres  | 4 min 11 s 01   | 7 août 1991       | Zurich      |
| 5 kilomètres  | 17 min 12 s     | 9 juin 2002       | Berne       |
| 10 kilomètres | 35 min 8 s      | 23 août 2009      | Thoune      |
| 15 kilomètres | 56 min 35 s     | 19 mars 2005      | Chiètres    |
| 10 miles      | 59 min 7 s      | 14 mai 2011       | Berne       |
| Semi-marathon | 1 h 16 min 19 s | 27 septembre 1998 | Uster       |
| Marathon      | 2 h 40 min 54 s | 16 mai 1999       | Winterthour |

## Ouvrages
- (de) Bernadette von Dreien, Christina, Band 1 : Zwillinge als Licht geboren, Rheinau, Govinda, 5 juillet 2017  (ISBN 978-3-905831-48-1)
- (de) Bernadette von Dreien, Christina, Band 2 : Die Vision des Guten, Rheinau, Govinda, 31 mars 2018  (ISBN 978-3-905831-50-4)
- (de) Bernadette von Dreien, Herz-Ethik, Licht-Herz, 10 décembre 2019  (ISBN 978-3-907275-02-3)